# NGC 1943
NGC 1943 (również ESO 056-SC114) – gromada otwarta oraz mgławica emisyjna, znajdująca się w gwiazdozbiorze Złotej Ryby, w Wielkim Obłoku Magellana. Odkrył ją James Dunlop 24 września 1826 roku.